# Ampex
Ampex — американська компанія з виробництва електроніки, заснована в 1944 році Олександром М. Понятовим як допоміжна компанія Dalmo-Victor. Назва AMPEX — це телескопія, створений його засновником, що означає Alexander M. Poniatoff Excellence. Нині Ampex працює як Ampex Data Systems Corporation, дочірня компанія Delta Information Systems, і складається з двох бізнес-підрозділів. Підрозділ у Кремнієвій долині, відомий як Ampex Data Systems (ADS), виробляє цифрові системи зберігання даних, здатних функціонувати в суворих умовах. Підрозділ у Колорадо-Спрінгс, штат Колорадо, відомий, як Ampex Intelligent Systems (AIS), служить лабораторією та центром для лінійки промислових систем управління, продуктів і послуг кібербезпеки, а також її технології штучного інтелекту/ машиного навчання.
Першим величезним успіхом компанії стала лінійка магнітофонів, розроблених на основі німецької системи Magnetophon часів Другої світової війни за вказівкою Бінга Кросбі. Ampex швидко став лідером у галузі технології аудіокасет, розробивши багато аналогових форматів запису як для музики, так і для фільмів, які використовувалися до 90-х років. Починаючи з 50-х років, компанія почала розробляти відеомагнітофони, а пізніше представила концепцію гвинтового сканування, яка робить можливими домашні відеоплеєри. Також вони презентували багатодоріжковий запис, сповільнене та миттєве відтворення телебачення, а також ряд інших досягнень. Протягом 1990-х років діяльність Ampex зі стрічками застаріла, і компанія звернулася до продуктів цифрового зберігання.
Компанія Ampex перейшла в цифрове сховище для приладів для льотних випробувань Міністерства оборони США (FTI) з появою першого справжнього цифрового реєстратора льотних випробувань. Ampex підтримує численні основні програми Міністерства оборони США з Повітряних сил США, Збройних Сил США, Корпусу морської піхоти США, ВМС США та інших державних установ (НАСА, DHS та національні лабораторії). Ampex також працює з усіма основними елементами та інтеграторами DoD, включаючи Boeing, General Atomics, Lockheed Martin, Northrop Grumman, Raytheon Technologies та іншими.
Нині Ampex намагається зробити більше з даними, що зберігаються на своїх мережевих пристроях зберігання даних (NAS). Це включає додавання шифрування для безпечного зберігання даних; алгоритми, орієнтовані на систему управління кібербезпекою інфраструктурних та аерокосмічних платформ; і штучний інтелект/машинне навчання для автоматизованої ідентифікації сутностей та аналізу даних.

## Галерея

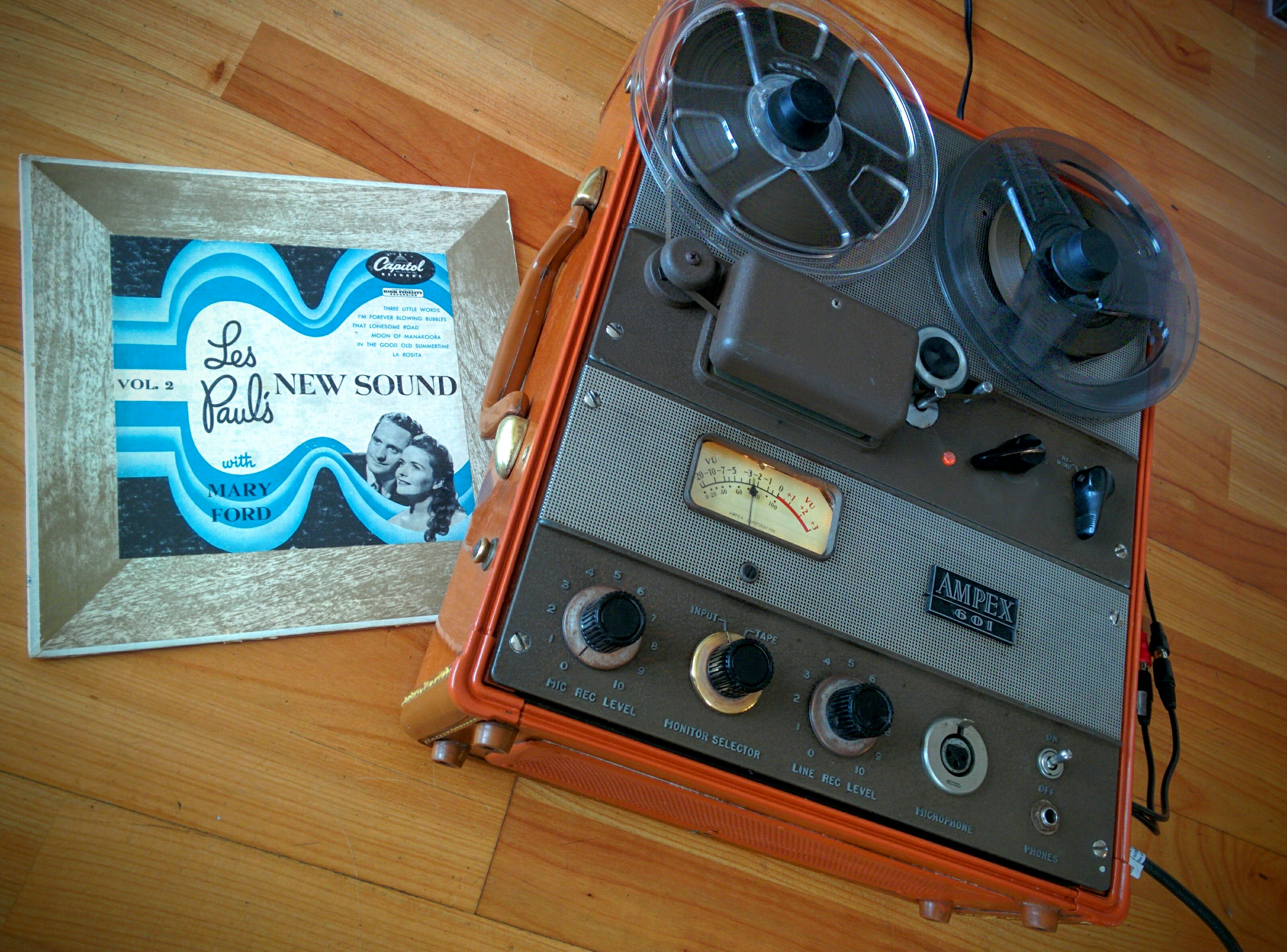
Ampex 601 грає запис "Les Paul's New Sound, Vol. II". Виготовлено в Редвуд-Сіті, Каліфорнія, бл. 1956 рік.
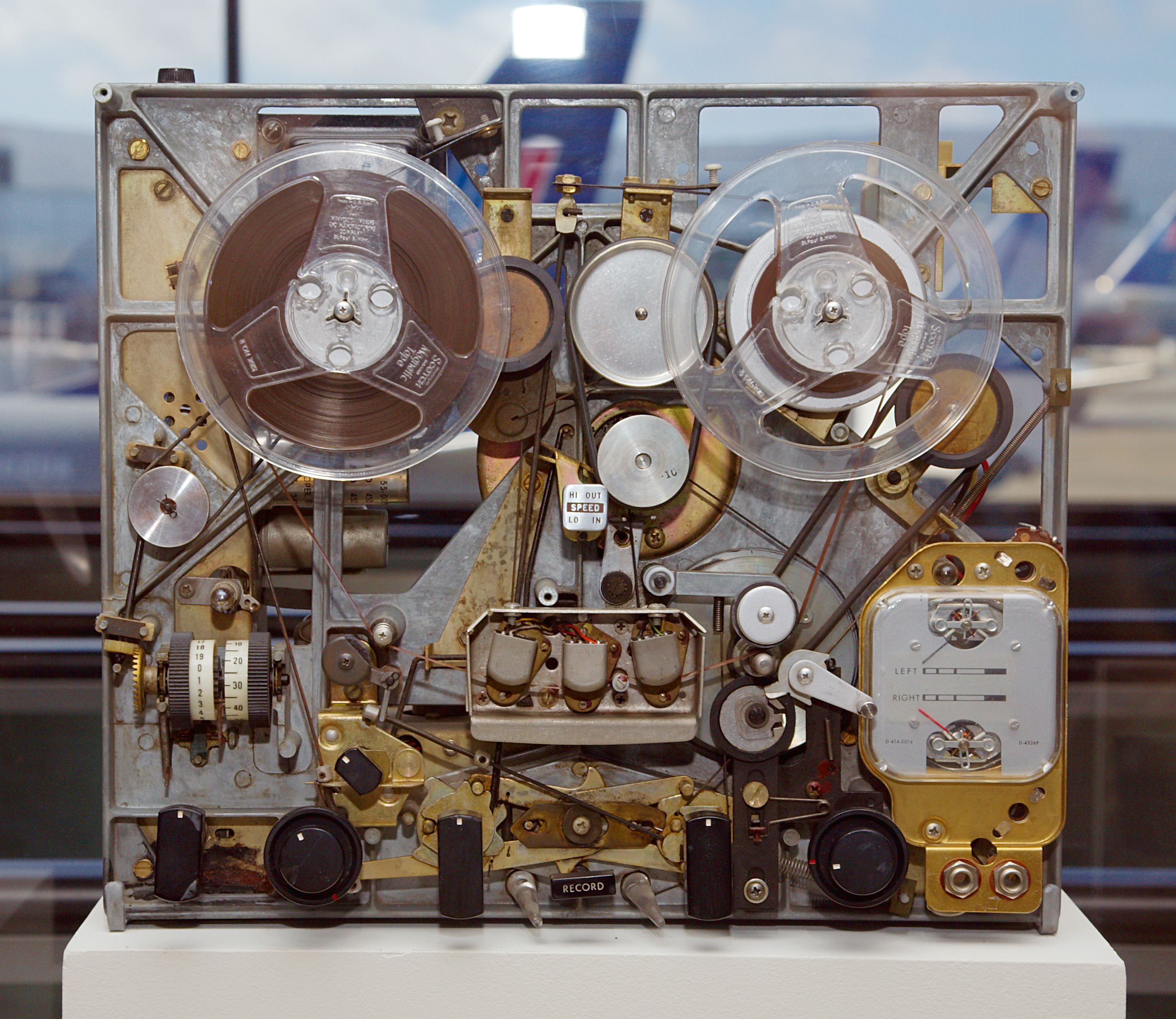
Внутрішні частини Ampex Fine Line F-44, 3-голового аудіомагнітофона Ampex для домашнього використання, c. 1965 рік
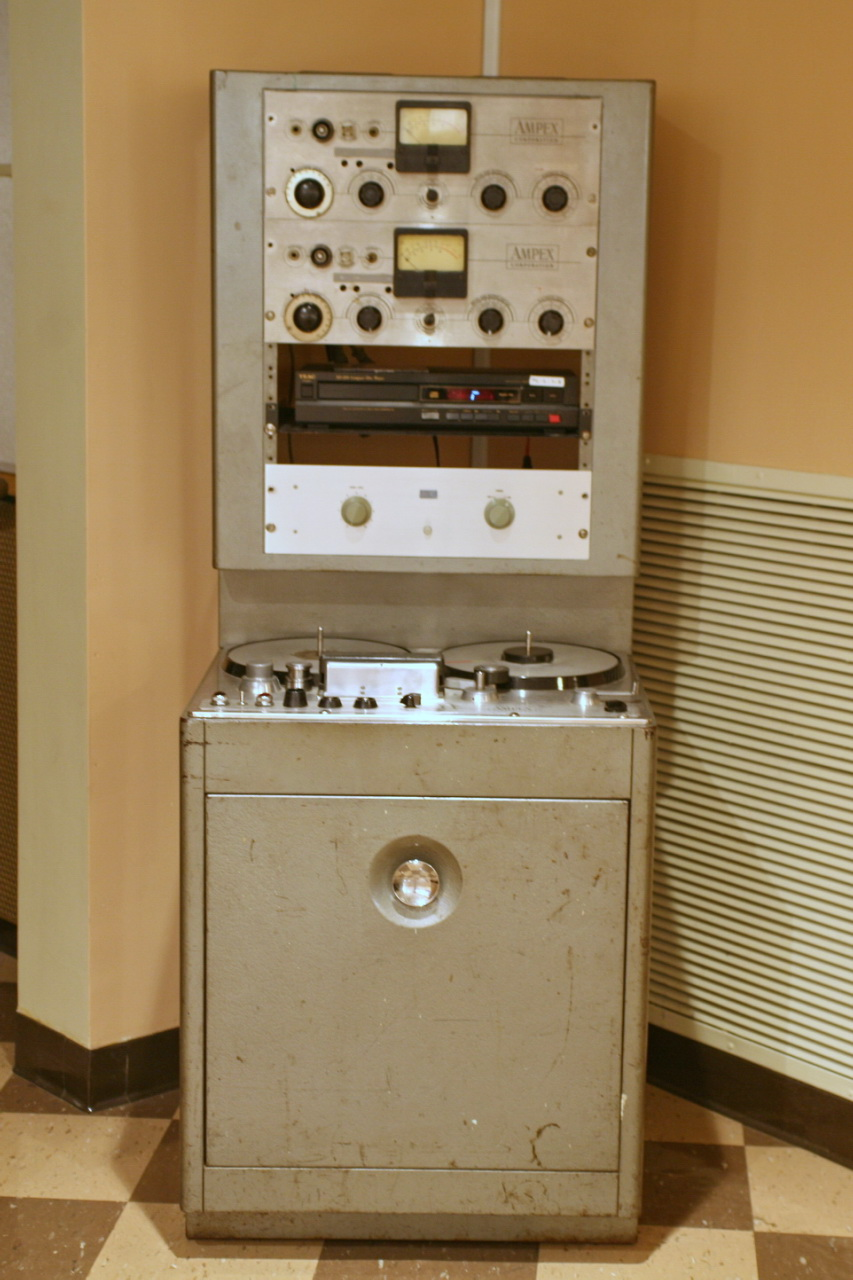
3-доріжковий магнітофон Model 300, який використовує стрічку шириною 1/2 дюйма (12,7 мм)
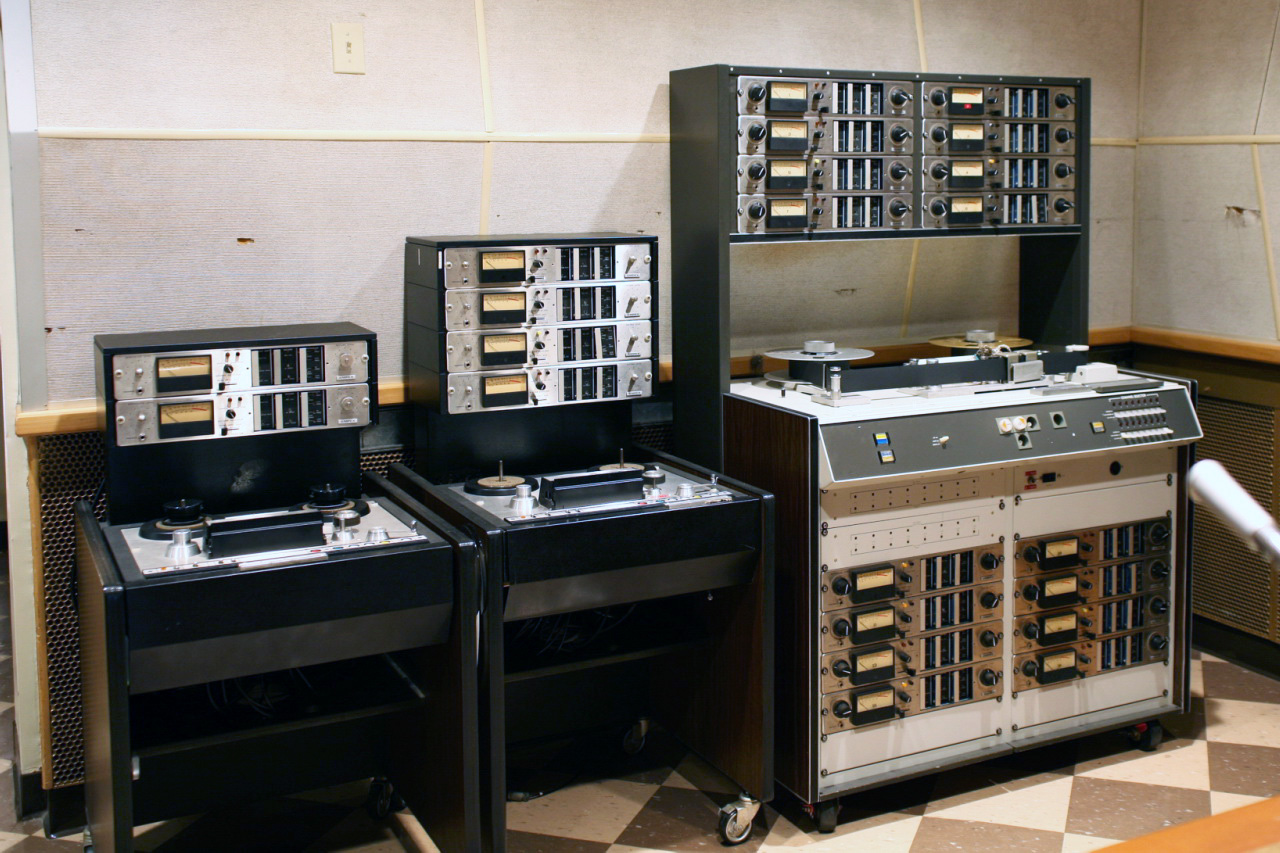
AMPEX 440 (2tr, 4tr) і 16-доріжковий MM 1000